# Hermann Johannes Heinrich Jacobsen
Hermann Johannes Heinrich Jacobsen ( 26 de enero de 1898 - 19 de agosto de 1978 ) fue un botánico y algólogo alemán.
Fue un notable especialista en plantas suculentas, autor de numerosos textos sobre suculentas, y curador del Jardín botánico de Kiel.

## Algunas publicaciones

### Libros
- 1933. Die Sukkulenten. Beschreibung, Kultur und Verwendung der sukkulenten Gewächse mit Ausnahme der Kakteen. Ein Buch für Gärtner und Pflanzenliebhaber (Las plantas suculentas. Descripción, cultura y el uso de las plantas suculentas distintas de cactus. Un libro para los jardineros y los amantes de las plantas). (= Pareys Handbücher der gärtnerischen Kulturpflanzen vol. 5). Paul Parey, Berlín

- 1938. Verzeichnis der Arten der Gattung Mesembryanthemum L. nebst deren abgetrennten Gattungen (Lista de especies del gro. Mesembryanthemum L. y sus géneros separados). En: Feddes repertorium specierum novarum regni vegetabilis. Beihefte. Band 106, Berlín, pp. 1-198; Supplement 1939, pp. 1-34.

- 1939. Die Kultur der sukkulenten Pflanzen. (= Die gärtnerische Berufspraxis vol. 17). Paul Parey, Berlín.

- 1950. Mesembryanthemaceae (Mittagsblumengewächse). Ein Buch für Gärtner und Pflanzenliebhaber. (= Grundlagen und Fortschritte im Garten- und Weinbau. Fasc. 84) Stuttgart, Eugen Ulmer (con Otto Heinrich Volk y Hans Herre)

- 1952. Kakteen und andere Sukkulenten. Ein Buch für Gärtner und Pflanzenliebhaber. Deutsche Gärtnerbörse, Aachen

- 1954. Mein Leben dem Garten. Ein Buch für junge Gärtner. Gustav Fischer, Jena

- 1954-1955. Handbuch der sukkulenten Pflanzen. Beschreibung und Kultur der Sukkulenten mit Ausnahme der Cactaceae. 3 vols. Gustav Fischer, Jena (vol. 1: Abromeitiella bis Euphorbia; vol. 2: Fockea bis Zygophyllum; vol. 3: Mesembryanthemaceae)

- 1970. Das Sukkulentenlexikon. Kurze Beschreibung, Herkunftsangaben und Synonymie der sukkulenten Pflanzen mit Ausnahme der Cactaceae. 1.ª ed. Gustav Fischer, Jena

- Das Sukkulentenlexikon. Kurze Beschreibung, Herkunftsangaben und Synonymie der sukkulenten Pflanzen mit Ausnahme der Cactaceae. 2. erweiterte Auflage, Gustav Fischer, Jena 1981; 3. durchgesehene Auflage, Gustav Fischer, Jena 1983.

#### Libros en inglés
- 1935. Succulent plants: description, cultivation and uses of succulent plants, other than cacti. Williams & Norgate, Londres (tradujo Vera Higgins)

- 1939. The Cultivation of Succulents. Williams & Norgate, Londres (tradujo Vera Higgins)

- 1960. A Handbook of Succulent Plants: Descriptions, synonyms and cultural details for succulents other than cactaceae. 3 vols. edición inglesa, vol. 1[1]

- 1977. Lexicon of succulent plants: Short descriptions, habitats and synonymy of succulent plants other than cactaceae. Blandford Press, Londres (después de la 1.ª edición alemana, revisado y ampliado, tradujo Lois Glass); 2.ª ed. Blandford Press, Londres

### Artículos
- 1937. Halophyten - Pseudosukkulenten. En: Kakteen und andere Sukkulenten 10: 156–159 & 199–200

- 1937. Unstimmigkeiten in der Bezeichnung der Mesembrianthema (Inconsistencias en la designación de Mesembrianthema). En: Kakteen und andere Sukkulenten 10: 159–163

- 1938. Zur Kenntnis der Gattung Conophytum N.E.Br. En: Feddes repertorium specierum novarum regni vegetabilis 43 (11–16) 221 (doi:10.1002/fedr.19380431103)

- 1938. Unstimmigkeiten in der Bezeichnung der Mesembrianthema. En: Feddes repertorium specierum novarum regni vegetabilis 43 (11–16): 222–230 (doi:10.1002/fedr.19380431104)

- 1938. Hymenocyclus Dinter & Schwantes oder Malephora N.E.Br.? En: Feddes repertorium specierum novarum regni vegetabilis 43 (11–16): 231–232 (doi:10.1002/fedr.19380431105)

- 1938. Strauchige Eiskrautgewächse (Aizoaceen) für den Steingarten. En: Beiträge zur Sukkulentenkunde und -pflege: 60–64

- 1938. Cleretum N.E.Br. oder Micropterum Schwantes. En: Feddes repertorium specierum novarum regni vegetabilis 43 (17–20): 257 (doi:10.1002/fedr.19380431702)

- 1939. Verzeichnis der Arten der Gattung Mesembryanthemum L. nebst deren abgetrennten Gattungen. Nachtrag II. In: Feddes repertorium specierum novarum regni vegetabilis 47 (1–5): 29–48 (doi:10.1002/fedr.19390470107)

- 1951. Lithops werneri Schwant. et Jacobs. spec. nov. En: Cactus and Succulent J. of Great Britain 13: 69 (con Gustav Schwantes)

#### Arts. en inglés
- 1955. Some name changes in succulent plants - part II. En: National Cactus & Succulent J. 10: 80–85 (con Gordon D. Rowley)

- 1958. Some name changes in succulent plants. IV. En: National Cactus & Succulent J. 13: 75–78 (con G.D. Rowley)

- 1971. Why I wrote books. En: Cactus and Succulent J. 46 ( 5): 230–231

- 1973. Some name changes in succulent plants. V. En: National Cactus & Succulent J. 28 ( 1): 1–6 (con G.D. Rowley)

## Honores
Fue elegido miembro de la Sociedad linneana de Londres en 1974.
La International Organisation for Succulent Plant Study, IOS le rinde indirectamente homenaje en colocar el nombre de Sukkulentenlexikon (en versión inglesa Illustrated handbook of succulent plants) a la serie de obras editadas de 2001 a 2003 con la dirección de Urs Eggli (1959) hoy la nueva referencia en la materia.

### Epónimos
Género
- (Aizoaceae) Jacobsenia L.Bolus & Schwantes 1954[2]

Especies
- (Aizoaceae) Ophthalmophyllum jacobsenianum Schwantes ex H.Jacobsen[3]

- (Aloaceae) Haworthia jacobseniana Poelln.[4]

- (Asteraceae) Senecio jacobsenii G.D.Rowley[5]

- (Crassulaceae) Aeonium × jacobsenii Bramwell & G.D.Rowley[6]

- (Portulacaceae) Portulaca jacobseniana G.D.Rowley[7]

- La abreviatura «H.Jacobsen» se emplea para indicar a Hermann Johannes Heinrich Jacobsen como autoridad en la descripción y clasificación científica de los vegetales.[8]